# 冈三证券
冈三证券（英語：Okasan Securities Co., Ltd.）是一家日本证券公司，隶属于冈三证券集团。

## 历史
2003年4月10日成立于日本三重县津市，2005年7月与华东师范大学旗下华大集团成立合资公司——上海冈三华大计算机系统有限公司。2006年在上海成立办事处。2008年4月1日和冈三经济研究所合并。2011年将总部搬迁至东京都日本桥。